# David Caffrey
David Caffrey (1969) is een Ierse filmregisseur.

## Filmografie
| Film                         | Jaar                      |
| ---------------------------- | ------------------------- |
| The Connivers                | 1994                      |
| Bolt                         | 1997                      |
| Divorcing Jack               | 1998                      |
| Aristocrats                  | 1999                      |
| On the Nose                  | 2001                      |
| Grand Theft Parsons          | 2003                      |
| Monarch of the Glen          | 6 afleveringen, 2004-2005 |
| Life Begins                  | 2004                      |
| Fallout                      | 2006                      |
| Wild at Heart                | 1 aflevering, 2007        |
| The Commander: The Fraudster | 2007                      |

- Bibliothèque nationale de France: cb14084353r (data)
- Gemeinsame Normdatei: 141677538
- International Standard Name Identifier: 0000 0000 8190 3279
- Library of Congress Control Number: no00073912
- Nederlandse Thesaurus van Auteursnamen: 184931827
- SNAC: w67n3x8f
- Système universitaire de documentation: 224998382
- Virtual International Authority File: 121918924
- WorldCat: E39PBJh4rqbc3TFJ3VMTkP8jYP